# Delle Haensch
Gerhard „Delle“ Haensch (* 10. Mai 1926 in München; † 1. März 2016 ebenda) war ein deutscher Jazz- und Unterhaltungsmusiker (Alt- und Tenorsaxophon), der auch als Arrangeur und Filmkomponist hervorgetreten ist. Er arbeitete auch unter den Pseudonymen Manuel Landy und Tim Safir.

## Leben und Wirken
Delle Haensch studierte Klarinette und Altsaxophon; in seiner Gamelang-Combo spielten nach 1945 unter anderem Fred Bunge, Hugo Strasser und Werner Scharfenberger. Als Arrangeur arbeitete er 1947/1948 für Freddie Brocksieper und für Joe Wick (Opus in Brown), in dessen Bigband er auch spielte. Er schrieb dann für Kurt Edelhagen (Carioca) und für Heinz Schachtner, Max Greger (Maxi-Jump) und Erwin Lehn (The Train). 1955 trat er auf dem Deutschen Jazzfestival mit seiner Jump Combo auf, zu der neben Strasser Claus Ogerman, Harry Schell und Karl Sanner gehörten. Nach 1956 war er Saxophonist im Münchner Filmorchester und nahm mit eigenen Gruppen Unterhaltungsmusik für Brunswick, Heliodor und Philips (Bei der Firma Rock and Roll, 1957) auf; auch arbeitete er für Funk und Fernsehen. 
Ab 1960 war er als Musikproduzent tätig. Auch schrieb er neue Musiken für klassische Stummfilme. Er nahm mit seinem eigenen Ensemble sowie mit Greger, Strasser, Fred Spannuth und den German All Stars auf.

## Lexikalische Einträge
- Jürgen Wölfer: Jazz in Deutschland. Das Lexikon. Alle Musiker und Plattenfirmen von 1920 bis heute. Hannibal, Höfen 2008, ISBN 978-3-85445-274-4.